# Serie A 1919-1920
L'edizione 1919-1920 della Serie A svizzera vide la vittoria finale del Young Boys.

## Formula
Partecipano 24 squadre suddivise in tre gironi all'italiana composti da 8 squadre ciascuno. Due punti alla vittoria, un punto al pareggio, zero punti alla sconfitta. In caso di arrivo a pari merito si procede ad uno o più spareggi. Le squadre vincenti di ciascun girone si affrontano in una fase finale composta da un girone a tre squadre per stabilire la squadra campione del torneo.

## Girone Est

### Squadre partecipanti
| Club              | Stagione | Città      | Stadio                | Stagione precedente     |
| ----------------- | -------- | ---------- | --------------------- | ----------------------- |
| Blue Stars Zurigo | dettagli | Zurigo     | Sportanlage Hardhof   | 6º posto nel Girone Est |
| Brühl             | dettagli | San Gallo  | Stadio Espenmoos      | 4º posto del Gruppo Est |
| Grasshoppers      | dettagli | Zurigo     | Stadio Letzigrund     | 3º posto nel Girone Est |
| Neumünster        | dettagli | Neumunster | Sportplaz Witikon     | 5º posto nel Girone Est |
| San Gallo         | dettagli | San Gallo  | Stadio Espenmoos      | 7º posto nel Girone Est |
| Young Fellows     | dettagli | Zurigo     | Förrlibuck            | 8º posto nel Girone Est |
| Winterthur        | dettagli | Winterthur | Stadion Schützenwiese | 1º posto nel Girone Est |
| Zurigo            | dettagli | Zurigo     | Stadio Letzigrund     | 2º posto nel Girone Est |

#### Classifica finale
|  | Pos. | Squadra           | Pt | G  | V  | N | P | GF | GS | DR  |
|  | ---- | ----------------- | -- | -- | -- | - | - | -- | -- | --- |
|  | 1.   | Grasshoppers      | 22 | 14 | 10 | 2 | 2 | 33 | 13 | +20 |
|  | 2.   | Zurigo            | 22 | 14 | 9  | 4 | 1 | 37 | 13 | +24 |
|  | 3.   | San Gallo         | 16 | 14 | 7  | 2 | 5 | 28 | 21 | +7  |
|  | 4.   | Winterthur        | 14 | 14 | 6  | 2 | 6 | 29 | 24 | +5  |
|  | 5.   | Brühl             | 12 | 14 | 5  | 2 | 7 | 22 | 31 | -9  |
|  | 6.   | Neumünster        | 12 | 14 | 5  | 2 | 7 | 22 | 34 | -12 |
|  | 7.   | Young Fellows     | 8  | 14 | 2  | 4 | 8 | 19 | 40 | -21 |
|  | 8.   | Blue Stars Zurigo | 6  | 14 | 0  | 6 | 8 | 22 | 36 | -14 |

Legenda:

      Va allo spareggio per il primo posto.
 Va agli spareggi per la retrocessione/promozione.
Note:

Due punti a vittoria, uno a pareggio, zero a sconfitta.

### Spareggio per il primo posto in classifica
- S'incontrano le due squadre arrivate al primo posto a pari punti.

|              | Risultato |        | Luogo e data          |  |
| ------------ | --------- | ------ | --------------------- |  |
| Grasshoppers | 2 - 1     | Zurigo | Zurigo, 2 maggio 1920 |  |

## Girone centro

### Squadre partecipanti
| Club             | Stagione | Città   | Stadio                | Stagione precedente          |
| ---------------- | -------- | ------- | --------------------- | ---------------------------- |
| Aarau            | dettagli | Aarau   | Stadion Brügglifeld   | 6º posto nel Girone Centrale |
| Basilea          | dettagli | Basilea | St. Jakob-Park        | 5º posto del Gruppo Centrale |
| Berna            | dettagli | Berna   | Stadion Neufeld       | 6º posto nel Girone Ovest    |
| Bienne           | dettagli | Bienna  | Stadion Gurzelen      | 8º posto nel Girone Centrale |
| Lucerna          | dettagli | Lucerna | Stadion Allmend       | 7º posto nel Girone Centrale |
| Nordstern        | dettagli | Basilea | Sportanlagen Rankhof  | 3º posto nel Girone Centrale |
| Old Boys Basilea | dettagli | Basilea | Stadion Schützenmatte | 2º posto nel Girone Centrale |
| Young Boys       | dettagli | Berna   | Stadio Wankdorf       | 2º posto nel Girone Ovest    |

#### Classifica finale
|  | Pos. | Squadra          | Pt | G  | V  | N | P  | GF | GS | DR  |
|  | ---- | ---------------- | -- | -- | -- | - | -- | -- | -- | --- |
|  | 1.   | Young Boys       | 26 | 14 | 12 | 2 | 0  | 41 | 13 | +28 |
|  | 2.   | Basilea          | 18 | 14 | 7  | 4 | 3  | 32 | 20 | +12 |
|  | 3.   | Aarau            | 16 | 14 | 6  | 4 | 4  | 24 | 14 | +10 |
|  | 4.   | Nordstern        | 16 | 14 | 7  | 2 | 5  | 21 | 18 | +3  |
|  | 5.   | Old Boys Basilea | 12 | 14 | 5  | 2 | 7  | 19 | 30 | -11 |
|  | 6.   | Lucerna          | 11 | 14 | 4  | 3 | 7  | 18 | 28 | -10 |
|  | 7.   | Berna            | 9  | 14 | 4  | 1 | 9  | 19 | 30 | -11 |
|  | 8.   | Bienne           | 4  | 14 | 1  | 2 | 11 | 15 | 36 | -21 |

Legenda:

      Ammesso alla fase finale per il titolo di campione di Svizzera.
 Va agli spareggi per la retrocessione/promozione.
Note:

Due punti a vittoria, uno a pareggio, zero a sconfitta.

## Girone ovest

### Squadre partecipanti
| Club               | Stagione | Città             | Stadio                 | Stagione precedente                                 |
| ------------------ | -------- | ----------------- | ---------------------- | --------------------------------------------------- |
| Cantonal Neuchâtel | dettagli | Neuchâtel         | Stadio Cantonal        | 5º posto del Gruppo Ovest                           |
| Étoile-Sporting    | dettagli | La Chaux-de-Fonds | Les Foulets            | 1º posto nel Girone Centrale e Campione di Svizzera |
| Friburgo           | dettagli | Friborgo          | Stadio Saint-Léonard   | 7º posto nel Girone Ovest                           |
| FC Ginevra         | dettagli | Ginevra           | Stadio Frontenex       | 3º posto nel Girone Ovest                           |
| La Chaux-de-Fonds  | dettagli | La Chaux-de-Fonds | Stadio di la Charrière | 4º posto nel Girone Centrale                        |
| Montreux-Sports    | dettagli | Montreux          | Stade de Chailly       | 8º posto nel Girone Ovest                           |
| Montriond Lausanne | dettagli | Losanna           | Stade de la Pontaise   | 4º posto nel Girone Ovest                           |
| Servette           | dettagli | Ginevra           | Stade des Charmilles   | 1º posto nel Girone Ovest                           |

#### Classifica finale
|  | Pos. | Squadra            | Pt | G  | V  | N | P | GF | GS | DR  |
|  | ---- | ------------------ | -- | -- | -- | - | - | -- | -- | --- |
|  | 1.   | Servette           | 22 | 14 | 11 | 0 | 3 | 42 | 24 | +18 |
|  | 2.   | Étoile-Sporting    | 20 | 14 | 8  | 4 | 2 | 51 | 22 | +29 |
|  | 3.   | La Chaux-de-Fonds  | 13 | 14 | 5  | 3 | 6 | 31 | 29 | -2  |
|  | 4.   | Cantonal Neuchâtel | 13 | 14 | 4  | 5 | 5 | 28 | 35 | -7  |
|  | 5.   | Ginevra            | 12 | 14 | 3  | 6 | 5 | 20 | 31 | -11 |
|  | 6.   | Friburgo           | 12 | 14 | 4  | 4 | 6 | 18 | 28 | -10 |
|  | 7.   | Montriond Lausanne | 10 | 14 | 3  | 4 | 7 | 21 | 33 | -12 |
|  | 8.   | Montreux-Sports    | 10 | 14 | 2  | 6 | 6 | 15 | 24 | -9  |

Legenda:

      Ammesso alla fase finale per il titolo di campione di Svizzera.
 Va agli spareggi per la retrocessione/promozione.
Note:

Due punti a vittoria, uno a pareggio, zero a sconfitta.

### Spareggio retrocessione
- S'incontrano le due squadre arrivate all'ultimo posto a pari punti .

|                 | Risultato |                    | Luogo e data           |  |
| --------------- | --------- | ------------------ | ---------------------- |  |
| Montreux-Sports | 1 - 0     | Montriond Lausanne | Morges, 23 maggio 1920 |  |

### Risultati

#### Tabellone
| Girone ovest       | CAN | ETO | FRI | GEN | LCF | MON | MLA | SER |
| Cantonal Neuchâtel |     | 3-3 | 2-1 | 1-1 | 5-2 | 0-0 | 2-1 | 3-6 |
| Étoile-Sporting    | 6-0 |     | 7-1 | 7-1 | 4-0 | 1-1 | 6-2 | 2-6 |
| Friburgo           | 2-2 | 0-4 |     | 1-1 | 1-0 | 1-3 | 2-1 | 1-2 |
| Ginevra            | 2-1 | 2-2 | 2-2 |     | 4-2 | 0-0 | 1-1 | 0-3 |
| La Chaux-de-Fonds  | 5-2 | 1-1 | 1-3 | 4-0 |     | 5-2 | 1-1 | 3-0 |
| Montreux-Sports    | 1-1 | 0-3 | 0-1 | 2-4 | 2-2 |     | 0-1 | 1-3 |
| Montriond          | 2-4 | 1-4 | 1-1 | 2-0 | 2-4 | 1-1 |     | 4-3 |
| Servette           | 3-2 | 4-1 | 2-1 | 3-2 | 2-1 | 1-2 | 4-1 |     |

## Girone finale

### Risultati
- S'incontrano le tre squadre vincitrici dei rispettivi gironi.

|            | Risultato |              | Luogo e data                      |  |
| ---------- | --------- | ------------ | --------------------------------- |  |
| Young Boys | 4 - 0     | Servette     | Losanna, 9 maggio 1920            |  |
| Servette   | 2 - 1     | Grasshoppers | Berna, 13 maggio 1920             |  |
| Young Boys | 0 - 0     | Grasshoppers | La Chaux-de-Fonds, 23 maggio 1920 |  |

### Classifica finale
|  | Pos. | Squadra      | Pt | G | V | N | P | GF | GS | DR |
|  | ---- | ------------ | -- | - | - | - | - | -- | -- | -- |
|  | 1.   | Young Boys   | 3  | 2 | 1 | 1 | 0 | 4  | 0  | +4 |
|  | 2.   | Servette     | 2  | 2 | 1 | 0 | 1 | 2  | 5  | -3 |
|  | 3.   | Grasshoppers | 1  | 2 | 0 | 1 | 1 | 1  | 2  | -1 |

Legenda:

      Campione Svizzero di Serie A 1919-1920.
Note:

Due punti a vittoria, uno a pareggio, zero a sconfitta.

### Verdetti finali
- Young Boys  Campione di Svizzera 1919-1920.